# Witold Pruszkowski

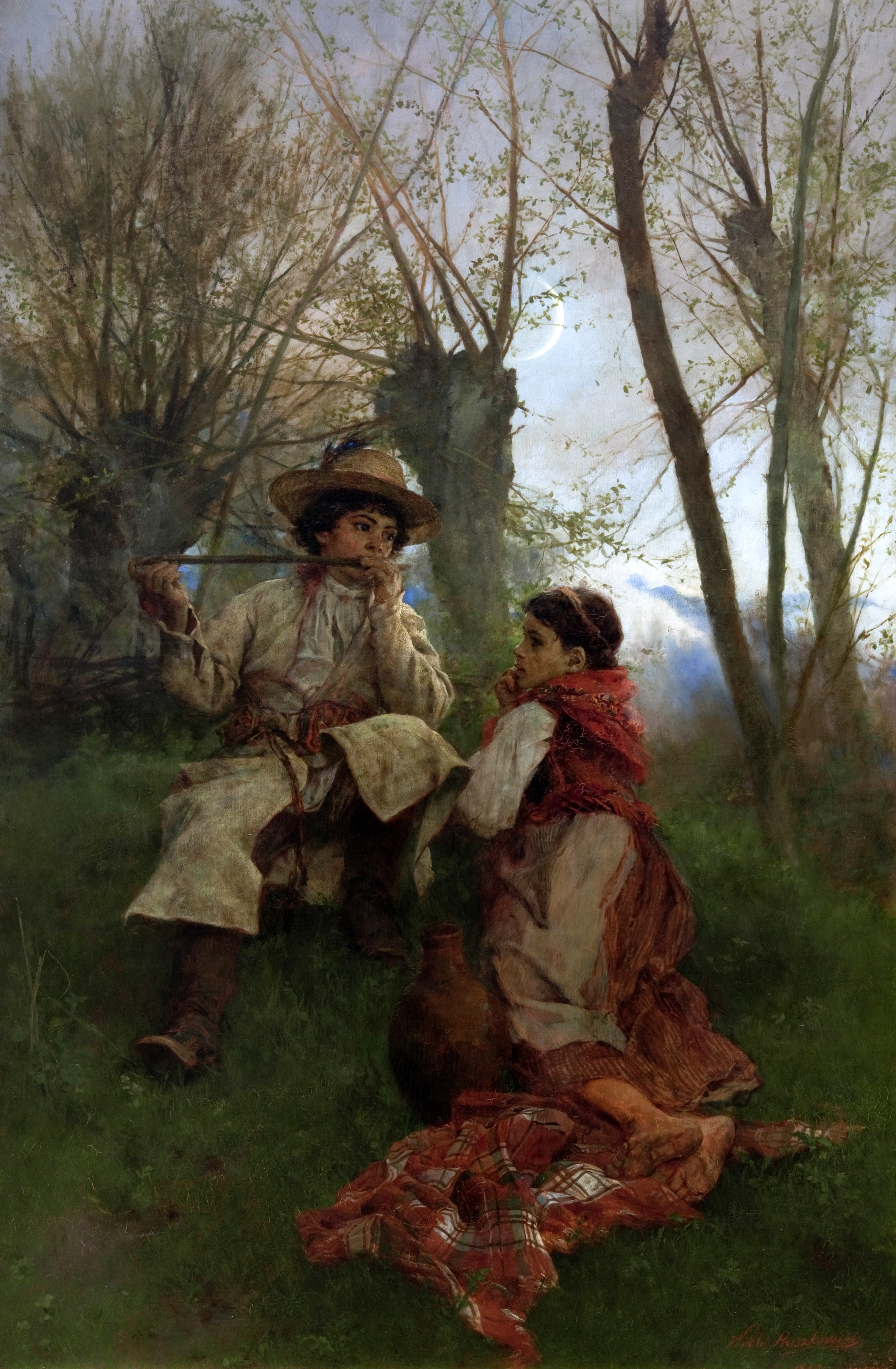
„Idylle“ (poln.: Sielanka), Genremalerei, Öl auf Leinwand, 1880, Bestand Nationalmuseum Krakau

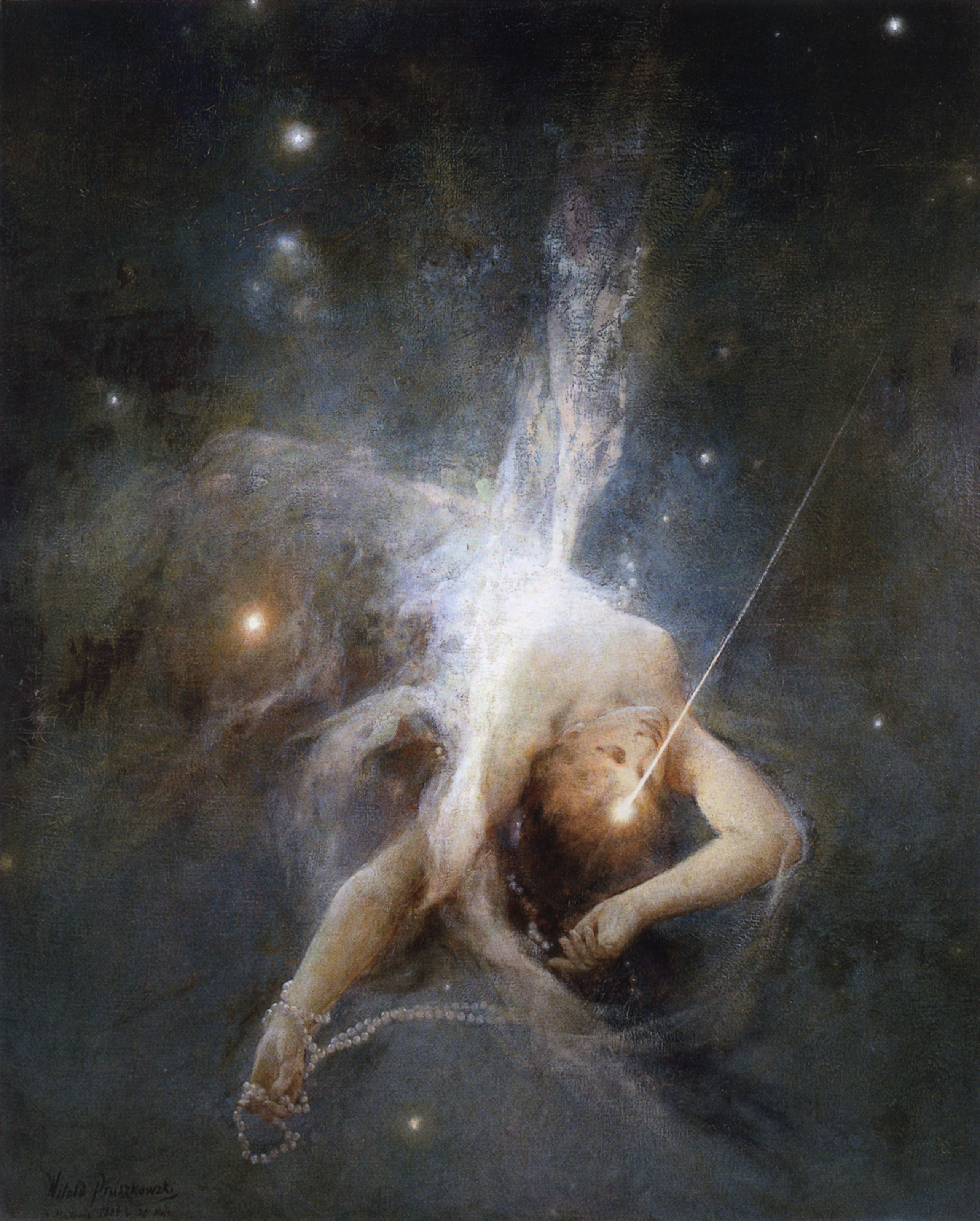
„Sternschnuppe“ (poln.: Spadająca Gwiazda), Öl auf Leinwand, 1884, Bestand Warschauer Nationalmuseum

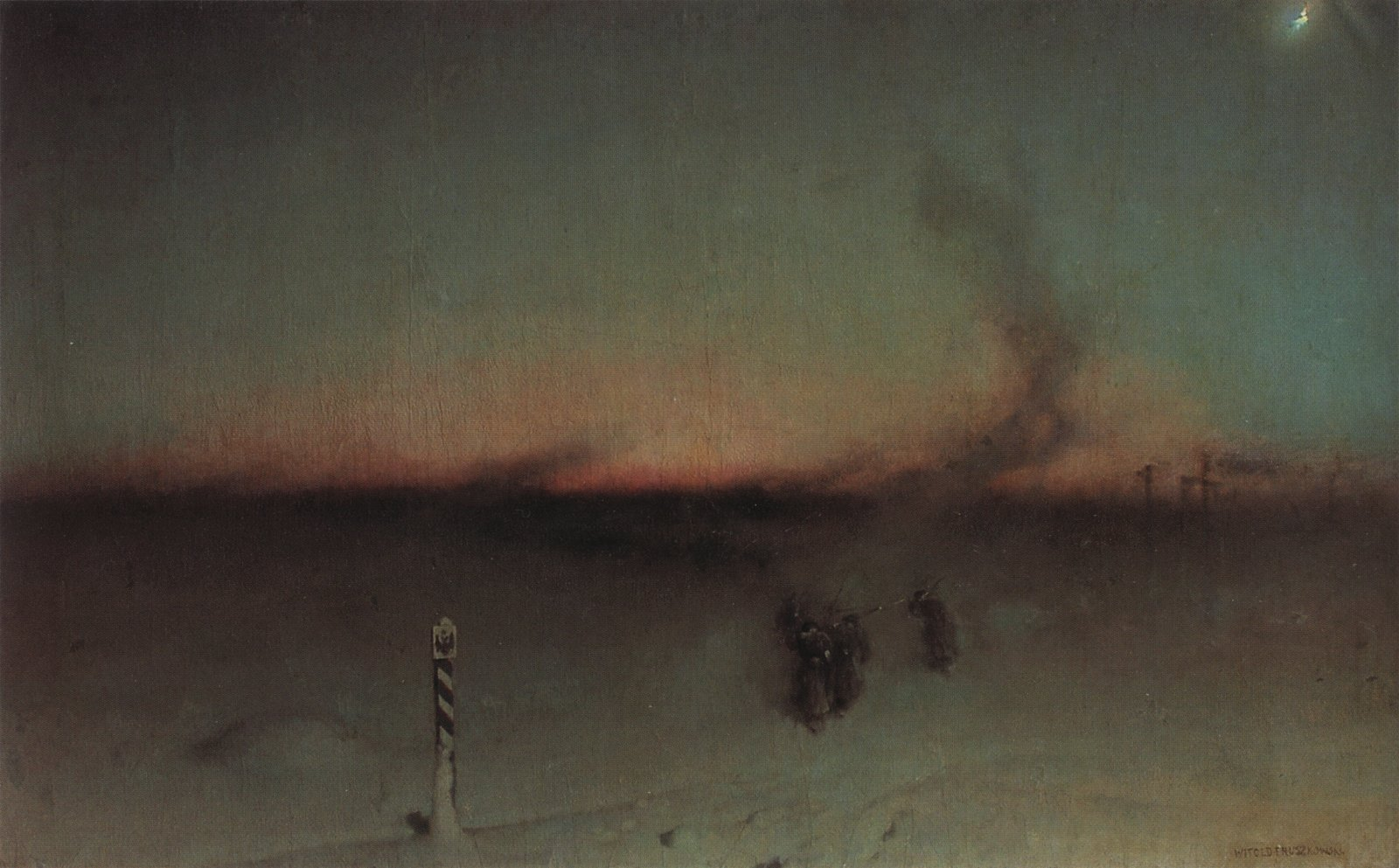
„Im Exil in Sibirien“ (poln.: Na zesłanie w Sybir), Öl auf Leinwand, um 1893, Bestand Lemberger Kunstgalerie

Witold Pruszkowski (* 14. Januar 1846 in Berschad in der heutigen Ukraine; † 10. Oktober 1896 in Budapest) war ein polnischer Maler.

## Leben
Seine Jugend verbrachte Pruszkowski in Odessa und Kiew. Später ging er nach Dieppe und nach Paris, wo er bei dem Portraitmaler Tadeusz Gorecki (einem Schwiegersohn Adam Mickiewiczs) eine erste Malausbildung erhielt. Er setzte seine Studien von 1869 bis 1872 an der Münchner Kunstakademie unter den Professoren Alexander Strähuber und Hermann Anschütz fort. In Folge studierte er bis 1876 an der Krakauer Akademie der Schönen Künste bei Jan Matejko.
Im Jahr 1882 zog Pruszkowski in das Dorf Mników bei Krakau; hier konzentrierte er sich ganz auf das Malen und schuf viele seiner bäuerlichen Genre-Gemälde. 1890 unternahm der Künstler mehrere Reisen in die Ukraine und mit seinem Bruder nach Italien, Algerien und Tunesien.
In seinen letzten Lebensjahren war er krank. Nachdem er wortlos von zu Hause verschwunden war, wurde er am Bahnhof in Budapest gefunden, zwei Tage später verstarb er in einem dortigen Krankenhaus.
Seine Bilder wurden international ausgestellt, so in Berlin, Chicago (1893 erhielt er hier eine Silbermedaille) und Paris. Werke von Pruszkowski befinden sich heute in vielen polnischen Museen; die umfangreichsten Sammlungen besitzen die Nationalmuseen in Krakau und Warschau. Sein wohl bekanntestes Gemälde ist das Werk „Im Exil in Sibirien“ (poln.: Na zesłanie w Sybir), auch „Der Marsch nach Sibirien“ (poln.: Pochód na Sybir) genannt – siehe Bild rechts. Das etwa 1893 entstandene Werk befindet sich in der Lemberger Kunstgalerie.

### Werk
Pruszkowski malte mit Öl und Pastell, mitunter fertigte er Bleistiftzeichnungen an. In seinen Werken ist der Einfluss der französischen Malerei, wie sie Édouard Manet vertrat, erkennbar. Auch Elemente der Malerei Arnold Böcklins finden Eingang. Zunächst malte er Porträts, widmete sich aber bald schon dem Mythischen. Er schwärmte für die Welt der Sagen und Volksmärchen, entsprechend sind viele seiner Bilder phantastische Szenen, deren realistischer Habitus romantische Elemente dominieren. Eine zweite Gruppe seines Werkes sind Genrebilder aus dem Leben von Dorfbewohnern aus der Gegend um Krakau. Seine Landschaftsbilder ähneln denen von Jean-Baptiste Camille Corot.
Später klingt der Symbolismus in seinem Werk an.  Hier entleiht der Maler Motive aus den Werken polnischer romantischer Dichter wie bei Juliusz Słowacki („Anhelli“) oder Zygmunt Krasiński („Przedświt“). Pruszkowski gilt als Wegbereiter der Malerei der modernistischen Bewegung der Jungen Polen.